# Ordina Open 2006 - Qualificazioni singolare maschile
Le qualificazioni del singolare maschile dell'Ordina Open 2006 sono state un torneo di tennis preliminare per accedere alla fase finale della manifestazione. I vincitori dell'ultimo turno sono entrati di diritto nel tabellone principale. In caso di ritiro di uno o più giocatori aventi diritto a questi sono subentrati i lucky loser, ossia i giocatori che hanno perso nell'ultimo turno ma che avevano una classifica più alta rispetto agli altri partecipanti che avevano comunque perso nel turno finale.
Le qualificazioni del torneo Ordina Open 2006 prevedevano 32 partecipanti di cui 4 sono entrati nel tabellone principale.

## Teste di serie
1. Răzvan Sabău (secondo turno)
2. Santiago González (primo turno)
3. Viktor Troicki (secondo turno)
4. Dušan Vemić (secondo turno)

1. Miša Zverev (ultimo turno)
2. Philipp Petzschner (primo turno)
3. Marin Čilić (Qualificato)
4. Dennis van Scheppingen (ultimo turno)

## Qualificati
1. Mikhail Ledovskikh
2. Aisam-ul-Haq Qureshi

1. Joseph Sirianni
2. Marin Čilić

## Tabellone

### Legenda
| - Q = Qualificato - WC = Wild card - LL = Lucky loser | - ALT = Alternate - SE = Special Exempt - PR = Protected Ranking | - w/o = Walkover - r = Ritirato - d = Squalificato |

### Sezione 1
|  | Primo turno | Primo turno            | Primo turno        | Primo turno | Primo turno |  |  | Secondo turno | Secondo turno          | Secondo turno      | Secondo turno          | Secondo turno |   |   | Ultimo turno | Ultimo turno       | Ultimo turno | Ultimo turno | Ultimo turno |  |
|  |             |                        |                    |             |             |  |  |               |                        |                    |                        |               |   |   |              |                    |              |              |              |  |
|  | 1           | Răzvan Sabău           | Răzvan Sabău       | 6           | 6           |  |  |               |                        |                    |                        |               |   |   |              |                    |              |              |              |  |
|  |             | Thiemo De Bakker       | Thiemo De Bakker   | 4           | 2           |  |  | 1             | Răzvan Sabău           | Răzvan Sabău       | 62                     | 2             |   |   |              |                    |              |              |              |  |
|  |             | Mikhail Ledovskikh     | Mikhail Ledovskikh | 7           | 6           |  |  |               | Mikhail Ledovskikh     | Mikhail Ledovskikh | 7                      | 6             |   |   |              |                    |              |              |              |  |
|  |             | Jérôme Golmard         | Jérôme Golmard     | 610         | 1           |  |  |               |                        |                    |                        |               |   |   |              | Mikhail Ledovskikh | 4            | 6            | 6            |  |
|  |             | Leoš Friedl            | Leoš Friedl        | 6           | 6           |  |  |               |                        | 8                  | Dennis van Scheppingen | 6             | 2 | 3 |              |                    |              |              |              |  |
|  |             | Paul Logtens           | Paul Logtens       | 2           | 1           |  |  |               | Leoš Friedl            | 6                  | 4                      | 2             |   |   |              |                    |              |              |              |  |
|  | 8           | Dennis van Scheppingen | 4                  | 6           | 6           |  |  | 8             | Dennis van Scheppingen | 2                  | 6                      | 6             |   |   |              |                    |              |              |              |  |
|  |             | Martijn Van Haasteren  | 6                  | 4           | 3           |  |  |               |                        |                    |                        |               |   |   |              |                    |              |              |              |  |

### Sezione 2
|  | Primo turno | Primo turno          | Primo turno          | Primo turno | Primo turno |  |  | Secondo turno | Secondo turno        | Secondo turno        | Secondo turno | Secondo turno |   |    | Ultimo turno | Ultimo turno         | Ultimo turno         | Ultimo turno | Ultimo turno |  |
|  |             |                      |                      |             |             |  |  |               |                      |                      |               |               |   |    |              |                      |                      |              |              |  |
|  |             | Aisam-ul-Haq Qureshi | Aisam-ul-Haq Qureshi | 6           | 6           |  |  |               |                      |                      |               |               |   |    |              |                      |                      |              |              |  |
|  | 2           | Santiago González    | Santiago González    | 1           | 4           |  |  |               | Aisam-ul-Haq Qureshi | Aisam-ul-Haq Qureshi | 6             | 7             |   |    |              |                      |                      |              |              |  |
|  |             | František Čermák     | 6                    | 1           | 7           |  |  |               | František Čermák     | František Čermák     | 3             | 62            |   |    |              |                      |                      |              |              |  |
|  |             | Tomislav Perić       | 4                    | 6           | 64          |  |  |               |                      |                      |               |               |   |    |              | Aisam-ul-Haq Qureshi | Aisam-ul-Haq Qureshi | 6            | 7            |  |
|  |             | Dmitrij Sitak        | Dmitrij Sitak        | 6           | 6           |  |  |               |                      |                      | Dmitrij Sitak | Dmitrij Sitak | 3 | 62 |              |                      |                      |              |              |  |
|  |             | Marcin Matkowski     | Marcin Matkowski     | 4           | 1           |  |  |               | Dmitrij Sitak        | Dmitrij Sitak        | 6             | 7             |   |    |              |                      |                      |              |              |  |
|  |             | Sadik Kadir          | Sadik Kadir          | 6           | 7           |  |  |               | Sadik Kadir          | Sadik Kadir          | 3             | 6(1)          |   |    |              |                      |                      |              |              |  |
|  | 6           | Philipp Petzschner   | Philipp Petzschner   | 2           | 5           |  |  |               |                      |                      |               |               |   |    |              |                      |                      |              |              |  |

### Sezione 3
|  | Primo turno | Primo turno       | Primo turno       | Primo turno | Primo turno |  |  | Secondo turno | Secondo turno   | Secondo turno | Secondo turno | Secondo turno |    |   | Ultimo turno | Ultimo turno    | Ultimo turno | Ultimo turno | Ultimo turno |  |
|  |             |                   |                   |             |             |  |  |               |                 |               |               |               |    |   |              |                 |              |              |              |  |
|  | 3           | Viktor Troicki    | Viktor Troicki    | 7           | 6           |  |  |               |                 |               |               |               |    |   |              |                 |              |              |              |  |
|  |             | Jakub Hasek       | Jakub Hasek       | 64          | 2           |  |  | 3             | Viktor Troicki  | 6             | 0             | 1             |    |   |              |                 |              |              |              |  |
|  |             | Joseph Sirianni   | Joseph Sirianni   | 7           | 3           |  |  |               | Joseph Sirianni | 4             | 6             | 6             |    |   |              |                 |              |              |              |  |
|  |             | Bertrand Contzler | Bertrand Contzler | 63          | 0r          |  |  |               |                 |               |               |               |    |   |              | Joseph Sirianni | 4            | 7            | 6            |  |
|  |             | Frank Moser       | Frank Moser       | 7           | 6           |  |  |               |                 | 5             | Miša Zverev   | 6             | 65 | 4 |              |                 |              |              |              |  |
|  |             | Steven Korteling  | Steven Korteling  | 65          | 3           |  |  |               | Frank Moser     | Frank Moser   | 3             | 2             |    |   |              |                 |              |              |              |  |
|  | 5           | Miša Zverev       | Miša Zverev       | 6           | 6           |  |  | 5             | Miša Zverev     | Miša Zverev   | 6             | 6             |    |   |              |                 |              |              |              |  |
|  |             | Marco Chiudinelli | Marco Chiudinelli | 4           | 4           |  |  |               |                 |               |               |               |    |   |              |                 |              |              |              |  |

### Sezione 4
|  | Primo turno | Primo turno         | Primo turno    | Primo turno | Primo turno |  |  | Secondo turno | Secondo turno  | Secondo turno | Secondo turno | Secondo turno |   |   | Ultimo turno | Ultimo turno   | Ultimo turno   | Ultimo turno | Ultimo turno |  |
|  |             |                     |                |             |             |  |  |               |                |               |               |               |   |   |              |                |                |              |              |  |
|  | 4           | Dušan Vemić         | 6              | 6(1)        | 7           |  |  |               |                |               |               |               |   |   |              |                |                |              |              |  |
|  |             | Bart Beks           | 4              | 7           | 62          |  |  | 4             | Dušan Vemić    | 3             | 6             | 4             |   |   |              |                |                |              |              |  |
|  |             | Emiliano Massa      | Emiliano Massa | 6           | 7           |  |  |               | Emiliano Massa | 6             | 2             | 6             |   |   |              |                |                |              |              |  |
|  |             | Jasper Smit         | Jasper Smit    | 4           | 63          |  |  |               |                |               |               |               |   |   |              | Emiliano Massa | Emiliano Massa | 4            | 3            |  |
|  |             | Pavel Chekhov       | 5              | 6           | 6           |  |  |               |                | 7             | Marin Čilić   | Marin Čilić   | 6 | 6 |              |                |                |              |              |  |
|  |             | Giuseppe Menga      | 7              | 3           | 2           |  |  |               | Pavel Chekhov  | 7             | 1             | 1             |   |   |              |                |                |              |              |  |
|  | 7           | Marin Čilić         | 5              | 7           | 6           |  |  | 7             | Marin Čilić    | 64            | 6             | 6             |   |   |              |                |                |              |              |  |
|  |             | Mariusz Fyrstenberg | 7              | 5           | 2           |  |  |               |                |               |               |               |   |   |              |                |                |              |              |  |